# Trioxid de seleniu
Trioxidul de seleniu este un compus anorganic cu formula SeO3. Este un solid alb, higroscopic. Este de asemenea un agent oxidant și este un compus notabil pentru că reprezintă un precursor pentru compușii seleniului în starea de oxidare +6. 

## Obținere
Trioxidul de seleniu este greu de obținut deoarece este instabil și trece în dioxidul de seleniu:
{\displaystyle \mathrm {2\ SeO_{3}\ \longrightarrow \ 2\ SeO_{2}\ +\ O_{2}} }
A fost preparat în diverse moduri, în ciuda faptului că dioxidul nu arde în condiții normale.  Una dintre metode implică deshidratarea acidului selenic anhidru cu pentoxid de fosfor la 150-160 °C. De asemenea se poate folosi și reacția trioxidului de sulf lichid cu selenatul de potasiu:
{\displaystyle \mathrm {K_{2}SeO_{4}\ +\ SO_{3}\ \longrightarrow \ SeO_{3}\ +\ K_{2}SO_{4}} }

## Proprietăți chimice
Chimia trioxidului de seleniu este asemănătoare cu cea a trioxidului de sulf, SO3, mai degrabă decât cu cea a trioxidului de telur, TeO3. 
La 120 °C SeO3 reacționează cu dioxidul de seleniu pentru a forma un oxid de seleniu (VI)-(IV), denumit pentoxid de diseleniu: 
{\displaystyle \mathrm {SeO_{3}\ +\ SeO_{2}\ \longrightarrow \ Se_{2}O_{5}} }